# Torneio Municipal de Futebol do Rio de Janeiro 1938
In 1938 werd de eerste editie van het Torneio Municipal de Futebol do Rio de Janeiro  gespeeld voor de clubs uit de stad Rio de Janeiro. De competitie werd gespeeld van 17 april tot 14 augustus en ging vooraf aan het Campeonato Carioca dat later in augustus van start ging. Fluminense werd kampioen. 

## Eindstand
| Plaats | Club             | Wed. | W  | G | V  | Saldo | Ptn. |
| ------ | ---------------- | ---- | -- | - | -- | ----- | ---- |
| 1.     | Fluminense       | 16   | 11 | 1 | 4  | 39:18 | 23   |
| 2.     | São Cristóvão AC | 16   | 9  | 2 | 5  | 36:30 | 20   |
| 3.     | Vasco da Gama    | 16   | 8  | 2 | 6  | 38:28 | 18   |
| 3.     | Botafogo         | 16   | 8  | 2 | 6  | 46:40 | 18   |
| 3.     | Bangu            | 16   | 8  | 2 | 6  | 47:43 | 18   |
| 6.     | Madureira        | 16   | 5  | 3 | 8  | 29:36 | 13   |
| 7.     | America          | 16   | 3  | 6 | 7  | 27:42 | 12   |
| 8.     | Flamengo         | 16   | 5  | 1 | 10 | 30:37 | 11   |
| 8.     | Bonsucesso       | 16   | 4  | 3 | 9  | 32:50 | 11   |

|  | Winnaar |

## Kampioen
| Torneio Municipal de Futebol do Rio de Janeiro 1938 |
| Rio de Janeiro                                      |
| --------------------------------------------------- |
| FLUMINENSE Kampioen (1° titel)                      |

## Topschutters
| Speler            | Speler  | Goals | Team  |
| ----------------- | ------- | ----- | ----- |
| Vlag van Brazilië | Bahiano | 18    | Bangu |